# Trsteno (Tuhelj)
Pour les articles homonymes, voir Trsteno.
Trsteno est un village de la municipalité de Tuhelj (comitat de Krapina-Zagorje) en Croatie. Au recensement de 2011, le village comptait 140 habitants.